# Jason Rosenhouse
Jason Rosenhouse est un auteur américain et professeur de mathématiques à l'Université James Madison, où il est initialement nommé professeur adjoint en 2003. Il devient professeur titulaire en 2014. Ses recherches portent sur la théorie algébrique des graphes, ainsi que sur la théorie analytique des nombres.

## Éducation
Rosenhouse est titulaire d'un baccalauréat de l'Université Brown en mathématiques (1995), d'une maîtrise (1997) et d'un doctorat en mathématiques (2000), tous deux obtenus au Dartmouth College.

## Carrière et militantisme
En 2000, Rosenhouse accepte un poste au département de mathématiques de l'Université d'État du Kansas, à une époque où le conseil scolaire de l'État est impliqué dans un différend sur l'enseignement du créationnisme dans les écoles. L'élimination, par le conseil scolaire, de l'évolution au sein des manuels de sciences, l'oppose à la communauté créationniste, et il affirme que le temps passé avec eux l'a convaincu que "la tâche visant à réconcilier science et foi est beaucoup plus difficile qu'on ne le prétend parfois".
Il dirige le blog Evolution Blog au National Geographic's ScienceBlogs, au sein duquel il critique fréquemment le créationnisme. Fin 2016, il annonce qu'il abandonne le format blog. Il contribue au blog pro-évolution The Panda's Thumb, et également au Huffington Post sur des sujets tels que le boson de Higgs, en plus de sa critique du créationnisme.

## Publications choisies

### Articles évalués par des pairs
- Cochrane, Pinner et Rosenhouse, « BOUNDS ON EXPONENTIAL SUMS AND THE POLYNOMIAL WARING PROBLEM MOD p », Journal of the London Mathematical Society, vol. 67, no 2,‎ 2003, p. 319 (DOI 10.1112/S0024610702004040)
- Rosenhouse, « Probability, Optimization Theory, and Evolution », Evolution, vol. 56, no 8,‎ 2002, p. 1721–1723 (DOI 10.1554/0014-3820(2002)056[1721:POTAE]2.0.CO;2)
- Lanphier et Rosenhouse, « Cheeger constants of Platonic graphs », Discrete Mathematics, vol. 277,‎ 2004, p. 101 (DOI 10.1016/S0012-365X(03)00178-X)

### Livres
- Le problème de Monty Hall: l'histoire remarquable du casse-tête le plus controversé des mathématiques, Oxford University Press [8]
- « Parmi les créationnistes: dépêches de la ligne de front anti-évolutionniste », Oxford University Press[9],[10]
- Prendre le Sudoku au sérieux: les mathématiques derrière le puzzle au crayon le plus populaire au monde', Oxford University Press